# Nickpottia
Nickpottia (Microbryum curvicollum) är en bladmossart som först beskrevs av Johann Hedwig, och fick sitt nu gällande namn av R.H.Zander. Nickpottia ingår i släktet pottmossor, och familjen Pottiaceae. Enligt den svenska rödlistan är arten nära hotad i Sverige. Arten förekommer i Götaland, Gotland och Öland. Artens livsmiljö är jordbrukslandskap.